# سحاب (فلم)
سحاب هو فيلم سوري، من إنتاج العام 1992.

## قصة الفيلم
(سامي) مخرج مسرحي يدعي زملاءه في المسرح لتمضية اجازة في منزله الريفي بجبال اللاذقية، (سوني) بطلة المسرحية تحبه في صمت، اثناء الطريق يشاهد (سحاب) غجرية جريحة فيتوقف لمساعدتها وتتوالي أحداث الفيلم .

## بطولة
- جهاد سعد
- هالة حسني
- حسن دكاك
- أمانة والي
- غادة الشمعة
- ليلى سمور
- وفيق الزعيم
- أسعد جابر
- جورج حداد
- ظفيرة قطان

## فريق العمل[2]
- قصة وسيناريو و حوار: محمد شاهين
- إخراج: محمد شاهين
- إنتاج: سيريا فيلم
- توزيع: الشركة المتحدة للتجارة والسينما
- مساعد المخرج: أسعد عيد
- تصوير: هشام الحلاق
- مونتاج: محمد علي المالح
- موسيقي: سمير حلمي
- غناء: فاتن مصطفي
- مدرب الرقص: رياض الخوري
- كلمات الأغاني: عيسى أيوب